# Kanton Ris-Orangis
Kanton Ris-Orangis is een kanton van het Franse departement Essonne. Kanton Ris-Orangis maakt deel uit van de arrondissementen Évry (5) en Palaiseau (1). Het heeft een oppervlakte van 52,32 km² en telt 62.462 inwoners in 2018.

## Gemeenten
Het kanton Ris-Orangis omvatte tot 2014 enkel de gemeente Ris-Orangis.

Door de herindeling van de kantons bij decreet van 24 februari 2014, met uitwerking op 22 maart 2015 werden daar de gemeenten:
- Bondoufle
- Fleury-Mérogis
- Le Plessis-Pâté
- Vert-le-Grand
- Vert-le-Petit

aan toegevoegd.